# کارکنان هاگوارتز

نمایی از فیلم هری پاتر و یادگاران مرگ -قسمت دوم که در آن تعدادی از کارکنان هاگوارتز از جمله آرگوس فیلچ، هوریس اسلاگهورن، پاپی پامفری و پومانا اسپراوت مشخص هستند.

کارکنان هاگوارتز (انگلیسی: Hogwarts staff) گروهی از شخصیت‌های تخیلی سری کتاب‌های هری پاتر هستند. این شخصیت‌ها اغلب استادان و کارکنان هاگوارتز هستند

## پروفسور کوییرل
پروفسور کوییرینس کوییرل (به انگلیسی: Quirinus Quirrell) از شخصیت‌های داستانی در سری داستان‌های هری پاتر است. پروفسور کوییرل شخصی به ظاهر خوب است اما دارای باطنی پلید است و خادم لرد ولدمورت است هری پاتر در اولین سال تحصیلی خود، او را می‌کشد.

## هوریس اسلاگهورن
پروفسور هوریس اسلاگهورن (به انگلیسی: Horace Slughorn) نام یکی از استادان مدرسهٔ جادوگری هاگوارتز در مجموعه داستان‌های هری پاتر است. او در کتاب ششم مجموعه، هری پاتر و شاهزاده دورگه وارد هاگوارتز می‌شود و برای تدریس درس معجون‌ها از بازنشستگی به مدرسه هاگوارتز بازمی‌گردد. او مردی نسبتاً چاق، کوتاه قد و تاس است و کسی بوده که تام ریدل (لرد ولدمورت) معنای جان‌پیچ (هورکراکس) را از وی پرسیده بود.
هوریس اسلاگهورن کسی است که در جوانی روش ساختن جان‌پیچ‌ها را به لرد سیاه آموخت و بعدها از این کار پشیمان شد. پروفسور دامبلدور در کتاب ششم او را به هاگوارتز می‌آورد تا هری بتواند خاطرهٔ دیدارهایش با لرد ولدرمورت را از او بگیرد. اسلاگهورن بعد از مرگ دامبلدور در مدرسه می‌ماند و به محافظت از دانش‌آموزان می‌پردازد. او با شجاعتی که از اسلایترینی‌ها و حتی خود او بعید است در جنگ هاگوارتز شجاعانه می‌جنگد و هنگام آخرین مبارزه با شخص ولدمورت، او یکی از سه نفری است، (قبل هری پاتر) که با او دلیرانه مبارزه می‌کند.
وی در زمان تدریس خود در سال‌های اولیه خدمتش رئیس گروه اسلایترین بود و محفلی به نام محفل اسلاگ داشت که نابغه‌های مدرسهٔ هاگوارتز را گرد هم می‌آورد. حال این ویژگی می‌خواست شغل پدر و مادر، قدرت، زیبایی و… باشد. لی‌لی پاتر مادر هری پاتر نیز جزء این انجمن بوده‌است.

## مینروا مک‌گونگال
پروفسور مینروا مک‌گونگال (به انگلیسی: Minerva McGonagall) (مک‌گونگال) یکی از شخصیت‌های مجموعه داستان‌های هری پاتر است. او استاد تغییر شکل مدرسه هاگوارتز، رئیس گروه گریفیندور و معاون مدرسه است.
او بسیار خشک و جدی است و هری را به عنوان بازیکن جستجوگر کوییدیچ انتخاب کرد. مینروا یک جانورنما است و تبدیل به گربه می‌شود. وی بعد از مرگ آلبوس دامبلدور، موقّتاً مدیر مدرسهٔ هاگوارتز شد. وی در کتاب یادگاران مرگ سورس اسنیپ را از قلعه بیرون می‌کند و همراه دو استاد دیگر با ولدمورت می‌جنگد.

## گیلدروی لاکهارت
گیلدروی لاکهارت (انگلیسی:  Gilderoy Lockhart) یکی از شخصیت‌های مجموعه داستان‌های هری پاتر است. او استاد دفاع در برابر جادوی سیاه هاگوارتز بود. که در تالار اسرار مشخص شد یک دروغگو است و طلسم فراموشی که برروی هری پاتر اجرا کرد به خودش بازگشت و دچار فراموشی شد.

## فیلیوس فلیت ویک
پرفسور فیلیوس فلیت‌ویک یکی از قدیمی‌ترین و پیرترین استادان هاگوارتز بود. او مدرس درس وردها و افسون‌ها.
او بسیار کوتاه قد و لاغر بود و علت آن این بود که یکی از اجداد او با گابلین‌ها وصلت کرده بود.
او در جوانی قهرمان دوئل هاگوارتز بوده‌است.
فلیت ویک نیز در کنار استادان دیگر در برابر لرد ولدمورت از هاگوارتز دفاع کرد.

## پومونا اسپروات
او مدرس درس گیاهشناسی در هاگوارتز و رئیس گروه هافلپاف بود.
او همیشه ساحره ای نترس و شجاع با لباس‌های مندرس و کثیف تجسم می‌شود.
او تنها کسی بود که استعدادهایی در نویل لانگ باتم کشف کرد!
او در برابر لرد ولدمورت جنگید و از هاگوارتز دفاع کرد.

## سیبل تریلانی
استاد پیشگویی هاگوارتز که ساحره ای عصبی با ظاهر عجیب که گردنبندهایی از جنس مهره می‌انداخت و خودرا با شال‌های رنگ و وارنگ می‌پوشاند. اولین حضور او در کتاب دوم هری پاتر بود.
او پیشگویی کرد که باعث تمام ماجراها شد (برای اطلاع بیشتر به هری پاتر و محفل ققنوس مراجعه کنید )
ظاهراً او حتی قدرت‌هایی هم نداشت چون در جنگ گوی شیشه ایی به طرف مرگخواران پرتاب می‌کرد.

## دیگر معلمان
پروفسور سینسترا استاد نجوم
پروفسور وکتور استاد ریاضیات جادو
پروفسور بینز (شبح) استاد تاریخ جادوگری
روبیوس هاگرید استاد مراقبت از حیوانات جادویی.
پرفسور سوروس اسنیپ استاد معجون سازی
ریموس لوپین ، بارتی کراوچ ( در ظاهر آلستور مودی) و دلورس آمبریج هرکدام یکسال تدریس درس دفاع در برابر جادوی سیاه را بر عهده داشتند. 
ایرما پینس کتابدار